# Faxing Berlin
Singles de Deadmau5
This Noise
(2007) Not Exactly / We Fail
(2007)
Pistes de Random Album Title
Faxing Berlin (Piano Acoustic Version)
(8) Not Exactly
(10)
Faxing Berlin est une chanson de musique house progressive instrumental du DJ et compositeur canadien Deadmau5 sortie le 25 octobre 2006. 1er single extrait du 3e album studio Random Album Title, la chanson est écrite et produite par Deadmau5.

## Formats et liste des pistes
Single digital
1. "Faxing Berlin" – 8:45

Single digital
1. "Faxing Berlin" (original mix) – 8:41
2. "Faxing Berlin" (Chris Lake edit) – 8:13
3. "Jaded" (original mix) – 8:54
4. "Jaded" (ambient intro mix)– 4:10

12" single
1. "Faxing Berlin" (Chris Lake edit) – 8:13
2. "Jaded" – 8:54

## Classement par pays
| Classement (2009)             | Meilleure position |
| ----------------------------- | ------------------ |
| États-Unis (Dance Club Songs) | 6                  |

## Historique de sortie
| Pays        | Date            | Format                 | Label          |
| ----------- | --------------- | ---------------------- | -------------- |
| Canada      | 25 octobre 2006 | Téléchargement digital | Play Digital   |
| Canada      | 23 juillet 2007 | Téléchargement digital | Mau5trap       |
| Royaume-Uni | 2 août 2007     | 12" vinyl              | Mau5trap       |
| Italie      | 4 novembre 2007 | 12" vinyl              | Cinnamon Flava |